# Seznam slovenskih minoritov
Seznam slovenskih minoritov vključuje minorite, ki so delovali ali še delujejo v Sloveniji, ter minorite, ki so ali še delujejo izven Slovenije.

## B
- br. Stanislav Babič (* 1908, Rodik - † 1930)
- p. Ernest (Jožef) Benko
- p. Anton Borovnjak
- p. Toni Brinjovc

## C
- p. Marijan (Franc) Cafuta
- p. Gabrijel Cevc (* 1894, Kamnik - † 1935, Kamnik)
- p. Stanko Cvetko (* 1925, Velika Nedelja - † 1991, Gorca)

## Č
- p. Franček Čuček (* 1949, Biš - † 1990, Gorca)

## D
- p. Mihael (Franc) Drevenšek (* 1946, Pobrežje, Videm - † 2011, Ibenga (Zambija))

## F
- p. Andrej Feguš

## G
- br. Hubert Garbowsky (* 1878, Kobilin (Varšava) - † 1940, Ptuj)
- p. Janko Gašparič
- p. Martin Gašparič
- p. Božidar Glavač (* 1909, Beltinci - † 1981, Ptuj)
- p. Mirko Godina (* 1901, Ptuj - † 1983, Mount St. Francis (Indiana, ZDA))
- p. Marijan Gojkošek (* ? 1907, Trnovci - † 1968, Ptuj)
- p. Gavdencij Golob (* 1915, Podvinci - † 1956, Ptuj)
- p. Pavel Goltes (* 1907, Mekinje, Kamnik - † 1935, Kamnik)
- p. Lovrenc Marija (Stanko) Grandošek (* 1917, Nova vas pri Ptuju (Rogoznica, Ptuj) - † 1995, Ptuj)
- p. Serafin Grškovič (* 1904, Krk (mesto) - † 1972, Ptuj)

## H
- p. Danilo Holc
- p. Milan Holc (* 1946, Orešje pri Ptuju - † 2019, Ptujska Gora)
- p. Alojzij Horvat (* 1912, Gabernik (Slovenske gorice) - † 1960, Ptuj)
- br. Robert Horvat

## J
- p. Jozafat Jagodič (* 1914, Dol pri Šmarju - † 1976, Videm pri Ptuju)
- p. Karel Jelušič (* 1898, Slope - † 1973, Ptuj)

## K
- p. Maks (Janko) Klanjšek (* 1931, Ptujska gora - † 2006, Ptujska Gora)
- p. Alojz Klemenčič (* 1947, Podgorci - † 2012, Ptujska Gora)
- p. Martin Kmetec (* 1956, Ptuj)
- p. Janez Kmetec (* 1952, Ptuj - † 2018, Ptuj)
- p. Tarzicij (Anton) Kolenko
- p. Inocenc Končnik (* 1909, Sveti Marko niže Ptuja - † 1979, Videm pri Ptuju)
- p. Matej Korenjak (* 1946, Leskovec v Halozah - † 1996, Ptuj)
- p. Milan Kos
- p. Jožef Kramberger (* 1946, Jakobski Dol - † 2007, Ptuj)
- p. Emil Križan
- p. Janez (Alojzij) Kurbus

## L
- p. Jože Lampret
- br. Branko Likar (* 1965, Šempeter pri Gorici - † 2005, Sostro (Ljubljana))

## M
- p. Tomaž Majcen
- p. Mihael Benedikt Majetič
- p. Franc Meško
- p. Benjamin (Ferdinand) Mlakar
- p. Andrej Mohorčič
- p. Vito Muhič
- p. Franc Murko

## O
- p. Konštantin Ocepek (* 1899, Kamnik - † 1969, Sostro (Ljubljana))
- p. Anton (Adolf) Ogrinc (* 1943, Krčevina pri Vurbergu - † 2016, Ljubljana (Bolniška župnija), pokopan na Ptuju)
- p. Jože (Anton) Osvald (* 1939, Lomanoše - † 2021, bolnišnica Ptuj, pokopan na Ptuju)

## P
- br. Gabrijel Pavlič (* 1907, Podgorje, Kamnik - † 1988, Ptuj)
- p. Jože Petek
- p. Mirko Pihler (* 1942, Pacinje - † 2014, Ptuj)
- p. Vladimir Rufin Predikaka

## S
- p. Igor Salmič
- p. Štefan Savinšek (* 1915, Jesenice - † 1985, Gradec (Avstrija))
- p. Gavdencij (Franc) Skledar (* 1937, Čermožiše - † 2015, Ptujska Gora)
- p. Klemen Slapšak
- p. Andrej Maksimilijan Sotler
- p. Slavko (Alojz) Stermšek
- br. Jože Strojin
- p. Alfonz Svet (* 1859, Drešinja vas - † 1943)
- br. Franc Svetličič

## Š
- p. Bernardin Šalamun (* 1866, Mestni Vrh - † 1939, Ptuj)
- p. Janez Šamperl

## T
- p. Roman Tkauc
- p. Danijel Tomšič (* 1903, Zagradec (Studenec, Trebnje) - † 1979, Videm pri Ptuju)

## V
- p. Pij Vakselj (* 1862, Leskovec pri Krškem - † 1927, Videm pri Ptuju)
- p. Andrej Vatovec (* 1910, Slope - † 1996, Ptuj)
- p. Leonard Vaupotič (* 1867, Ormož - † 1924, Maribor)
- p. Mirko (Miroslav) Veršič (* 1951, Placerovci - † 2009, Piran, pokopan na Ptuju)
- p. Martin (Stanko) Vidovič (* 1929, Lancova vas - † 2009, Ptuj)
- p. Marjan Vogrin

## Z
- p. Anton Zajc (* 1945, Jurovci - † 2020, Lipa pri Vrbi na Koroškem (Avstrija), pokopan v Lipi na Koroškem)

## Ž
- p. Peter Žirovnik (* 1874, Gorca - † 1922, Gorca)
- p. Janez Žnidar (* 1941, Stari Grad, Makole - † 2004, Gradec (Avstrija), pokopan na Ptuju)
- br. Viktor Žnider (* 1948, Cirkovce - † 1969, Barbarova draga - Cres, pokopan v Cirkovcih)
- p. Frančišek (Milan) Žurman (* 1929, Gorca - † 1995, Gorca)

(Minoriti)